# Waiau River (Hawke’s Bay)
Der Waiau River ist ein Fluss in der Region Hawke’s Bay auf der Nordinsel von Neuseeland.

## Geographie
Der Waiau River wird durch den Zusammenfluss des Wairoa Stream mit dem Parahaki Stream im Gebiet des Te Urewera, rund 11 km nordwestlich der Maraunui Bay des Lake Waikaremoana gebildet. Von dem Zusammenfluss aus fließt der Waiau River zunächst rund 10 km in südsüdwestliche Richtung, um dann in einem sehr weiten Bogen über eine südöstliche Richtung dann schließlich in vielen großen und kleinen Windungen nach Osten bis zu seiner Mündung bei der kleinen Gemeinde Frasertown in den Wairoa River fließt.
Der Fluss entwässert eine Fläche von 3563 km² und kommt auf eine Gesamtlänge von rund 102 km. Einziger Nebenfluss ist der linksseitig hinzukommende Waikaretāheke River.

## Nutzung
Der Fluss ist nicht besonders für Rafting, Kanu- und Kajakfahren geeignet. Auch für andere Erholungs- oder Sportarten ist der Fluss unattraktiv. Wanderwege entlang des Flusses sind nicht vorhanden.